# 宗藤尚三
宗藤 尚三（むねとう しょうぞう、1927年（昭和2年）8月18日 - 2016年（平成28年）10月30日）は、日本の随筆家であり、牧師、教育者、被爆者でもある。倉田百三の甥。
広島市内にて、アメリカによる原子爆弾の爆心地から約1kmの至近距離で被爆。生死をさまようも89歳の長寿を全うした。一般市民をも標的にした原爆投下について、被爆者としては珍しくアメリカに恨みを持つのではなく、軍事主義であった日本国の責任もあると語った。中立の立場から平和について語り、多くの書籍を出版した。死の境目であった己が生かされていることを神に感謝し、宗教学者として様々な宗教への関わりや知識がある。
被爆の後に広島大学中退、東京神学大学大学院修了。サンフランシスコ神学大学大学院修了。日本基督教団金城教会牧師・同明星幼稚園園長、阿佐ヶ谷東教会牧師・同阿佐ヶ谷幼稚園園長、広島府中教会牧師、同こばと幼稚園園長。1999年引退。引退後も、日本基督教団牧師、広島宗教者九条の会の和代表世話人、日本宗教者平和協議会常任理事、さよなら原発ヒロシマの会運営委員を務めていた。
また、広島東洋カープ創設時からのファンである。

## 略歴・人物
1927年、広島市中区に生まれる。父は宗藤中、母は倉田百三の妹でもある宗藤重子。
1945年8月6日、広島に原爆が投下される。このとき自宅は爆心地から1300メートルの至近距離で被爆。その後、似島に運ばれる。
2016年10月30日、午後1時40分、急性肺炎のため広島市の広島市立安佐市民病院で死去した。89歳。

## 著書
- 『あなたはどこにいるのか 現代キリスト教入門』新教出版社 1971年
- 『原点よりの訴え 広島10フィート運動米国平和使節報告書』編 1982年
- 『子どもの心に平和のとりでを 幼・低学年と両親への平和教育』編著 汐文社 1983年
- 『ヒロシマと平和の福音』新教出版社 1995年
- 『心の内なる核兵器に抗して 被爆牧師よりのメッセージ』キリスト新聞社出版事業課 2010年
- 『核時代における人間の責任 ヒロシマとアウシュビッツを心に刻むために』ヨベル YOBEL新書 2014年
- 『もはや戦いのことは学ばない』デルタプリント
- 『この世を愛される神』デルタプリント